# جامعة روساريو الوطنية
جامعة روساريو الوطنية (بالإسبانية: Universidad Nacional de Rosario, UNR)‏ هي جامعة بحثية عامة مقرها مدينة روساريو بمقاطعة سانتا في الأرجنتينية.

## كليات الجامعة
أنشئت جامعة روساريو الوطنية سنة 1968، وتضم الكليات الآتية:
- كلية العلوم البحتة والهندسة والمساحة
- كلية العلوم السياسية والعلاقات الدولية
- كلية العلوم الطبية
- كلية العلوم الكيميائية الحيوية والدوائية
- كلية العمارة والتخطيط والتصميم
- كلية الحقوق
- كلية طب الأسنان
- كلية العلوم الزراعية
- كلية العلوم البيطرية
- كلية العلوم الاقتصادية والإحصائية
- كلية علم النفس
- كلية الإنسانيات والآداب

## وصلات خارجية
- الموقع الرسمي (بالإسبانية)